# Stabergs ö naturreservat
Stabergs ö naturreservat är ett naturreservat i Falu kommun i Dalarnas län.
Området är naturskyddat sedan 2019 och är 38 hektar stort. Reservatet omfattar ön i sjön Runn. Reservatet består av en blandskog med tall och gran där delar även har lövträd.